# Nécropole nationale de Verberie
La nécropole nationale de Verberie est un cimetière militaire français de la Première Guerre mondiale et de la Seconde Guerre mondiale, situé sur le territoire de la commune de Verberie dans le département de l'Oise, à 15 km au sud-ouest de Compiègne. 

## Historique
La nécropole nationale de Verberie a été créée en 1918 pour inhumer les Français tombés au cours des batailles de l'Oise. Entre 1921 à 1934 on y a transféré des corps exhumés de cimetières militaires de Creil, Nogent-sur-Oise, Orrouy, Acy-en-Multien, Crépy-en-Valois, Nanteuil-le-Haudouin, Boissy-Fresnoy, Fosse-Martin, etc.
En 1941 puis de 1948 à 1951 y furent inhumées les dépouilles de soldats morts au cours de la Grande Guerre et de la Seconde Guerre mondiale provenant des différents lieux du département de l'Oise.

## Caractéristiques
La nécropole d'une superficie de 0,65 ha rassemble 2 600 corps : 1 145 en tombes individuelles et 1 455 dans quatre ossuaires. Aux 2 506 dépouilles de soldats français de la Première Guerre mondiale se sont ajoutés 53 soldats britanniques et 41 français de la Seconde Guerre mondiale.